# Atletiek op de Paralympische Zomerspelen 2024 - 100 m mannen T12
De 100 meter voor mannen klasse T12 op de Paralympische Zomerspelen 2024 vond plaats van op 1 september (series) en 2 september (finale) in het Stade de France. Deze klasse is voor slechtziende atleten zullen over het algemeen enig restzicht hebben, het vermogen om de vorm van een hand op een afstand van 2 meter te herkennen en het vermogen om helder waar te nemen zal niet meer dan 2/60 zijn. T12 atleten mogen samen met een gids lopen. De winnaar van 2020 was Salum Ageze Kashafali uit Noorwegen. Hij werd opgevolgd door Noah Malone uit de Verenigde Staten, de Braziliaan Joeferson Marinho de Oliveira behaalde het zilver en Zac Shaw uit Groot Brittanië won de bronzen medaille.

## Records
Voorafgaand aan het toernooi waren dit de wereldrecords en Paralympische records.
| Wereldrecord        | Noorwegen Salum Ageze Kashafali | 10.43 | Tokio | 29 augustus 2021 |
| Paralympisch record | Noorwegen Salum Ageze Kashafali | 10.43 | Tokio | 29 augustus 2021 |

## Series
De eerste drie van beide series kwalificeerden zich direct voor de finale. Van de overgebleven atleten kwalificeerden bovendien de twee snelsten zich voor de finale.

#### Serie 1
| Rang | Baan | Naam            | Naam | Tijd  | Bijz. |
| ---- | ---- | --------------- | ---- | ----- | ----- |
| 1    | 7    | Noah Malone     | USA  | 10.75 | Q     |
| 2    | 5    | Jaco Smit       | RSA  | 11.12 |       |
| 3    | 3    | Marcos Vinícius | BRA  | 11.61 |       |

#### Serie 2
| Rang | Baan | Naam                     | Naam | Tijd  | Bijz. |
| ---- | ---- | ------------------------ | ---- | ----- | ----- |
| 1    | 7    | Zac Shaw                 | GBR  | 11.15 | Q     |
| 2    | 1    | Kesley Teodoro           | BRA  | 11.16 |       |
| 3    | 5    | Abdul Razzag Abdul Samad | MDV  | 14.46 | SB    |
| –    | 3    | Fernando Vázquez         | ARG  | DSQ   | R17.8 |

#### Serie 3
| Rang | Baan | Naam                          | Naam | Tijd  | Bijz. |
| ---- | ---- | ----------------------------- | ---- | ----- | ----- |
| 1    | 1    | Serkan Yıldırım               | TUR  | 10.89 | Q     |
| 2    | 7    | Joeferson Marinho de Oliveira | BRA  | 11.01 | q     |
| 3    | 3    | Roman Tarasov                 | NPA  | 11.07 | SB    |
| 4    | 5    | Mouncef Bouja                 | MAR  | 11.14 |       |

### Finale
| Rang   | Baan | Naam                          | Naam | Tijd  | Bijz. |
| ------ | ---- | ----------------------------- | ---- | ----- | ----- |
| Goud   | 3    | Noah Malone                   | USA  | 10.71 |       |
| Zilver | 1    | Joeferson Marinho de Oliveira | BRA  | 10.84 |       |
| Brons  | 7    | Zac Shaw                      | GBR  | 10.94 |       |
| –      | 5    | Serkan Yıldırım               | TUR  | 10.70 | DSQ   |